# هاسکی
هاسکی یک سگ سورتمه است که در مناطق قطبی استفاده می‌شود. هاسکی‌ها را می‌توان به کمک شیوهٔ کشیدن آن‌ها از سایر سگ‌ها تشخیص داد. آن‌ها نمایانگر یک ترکیب‌نژادی بین سریعترین سگ‌ها (مالاموت، در تضاد بار سنگینی که می‌شکند در سرعت پایین) هستند. انسان‌ها از هاسکی در مسابقهٔ سورتمه‌رانی استفاده می‌کنند. شرکت‌های مختلفی گردشگری تورهایی با سورتمه‌رانی سگ‌های هاسکی ارائه می‌دهند. هاسکی‌ها همچنین به‌عنوان حیوان خانگی نیز نگه‌داری می‌شود.